# بيرتشوت
نادي بيرتشوت الملكي لكرة القدم (بالفرنسية: Koninklijke Beerschot Voetbal en Atletiek Club)‏ نادي كرة قدم بلجيكي . تم تأسيس النادي في سنة 1899 ثم تم حل النادي في سنة 1999 .